# Merida (Brave)
Prinses Merida van DunBroch is het hoofdpersonage uit de Disneyfilm Brave uit 2012. Merida werd als elfde personage toegevoegd aan de lijst met Disneyprinsessen.

## Beschrijving
Merida werd bedacht door Brenda Chapman en is de eerste vrouwelijke hoofdpersoon in een animatiefilm van Pixar. Ze heeft lang, rood krullend haar, blauwe ogen, een bleke huid en een tenger figuur. Ze draagt een traditionele groenblauwe jurk, gemaakt voor het boogschieten. Ook draagt Merida soms een turkooise jurk met lange mouwen en gouden randjes.
Merida is ook een personage in het Disneyland Park. In het Magisch Rijk is zij te zien in het themagebied Fantasyland.

## Computerspellen
Merida verscheen ook als personage in de computerspellen Brave, Temple Run: Brave en de Disney Infinity-serie.

## Stem
Kelly Macdonald is de originele stem van Merida in de films, series en games. De Nederlandse stem van Merida is Caro Lenssen.